# 半原始環
代数学において、半原始環（英: semiprimitive ring）またはジャコブソン半単純環 (Jacobson semisimple ring)、または短くして J-半単純環 (J-semisimple ring) とは、ジャコブソン根基が 0 であるような環のことである。これは半単純環よりも一般的なタイプの環であるが、単純加群はなお環についての十分な情報を与えてくれる。有理整数環のような環は半原始環であり、アルティン的半原始環はちょうど半単純環である。半原始環は原始環の部分直積として理解することができ、それはジャコブソンの稠密性定理によって述べられている。

## 定義
環はジャコブソン根基が零イデアルのとき半原始的 (semiprimitive) あるいはジャコブソン半単純 (Jacobson semisimple) と呼ばれる。
環が半原始的であることと忠実な半単純左加群をもつことは同値である。半原始の性質は左右対称であるので、環が半原始的であることと忠実な半単純右加群をもつことは同値である。
環が半原始的であることと左原始環の subdirect product であることは同値である。
可換環が半原始的であることと体の subdirect product であることは同値である(Lam 1995, p. 137)。
左アルティン環が半原始的であることと半単純であることは同値である(Lam 2001, p. 54)。そのような環は半単純アルティン的とも呼ばれる(Kelarev 2002, p. 13)。

## 例
- 有理整数環は半原始的だが半単純でない。
- 任意の原始環は半原始的である。
- 2つの体の直積環は半原始的だが原始的でない。
- 任意のフォン・ノイマン正則環は半原始的である。

ジャコブソン自身は"半単純環"を単純環の subdirect product として定義した(Jacobson 1989, p. 203)。しかしながら、これは半原始環よりも強い概念である。例えば、可算無限次元ベクトル空間の自己準同型環は半原始的であるが、単純環の subdirect product ではない(Lam 1995, p. 42)。